# Убийства со спущенными шинами
Убийства со спущенными шинами (англ. Flat-Tire Murders) — серия убийств девушек и женщин, совершенных в период с 20 февраля 1975 года по 11 января 1976 года на территории округов Брауард и Майами-Дейд, штат Флорида. Свое название «Flat Tire Murders» — серия убийств получила в связи с тем, что преступник совершил два убийства, в обоих случаях которых повредил шины автомобилей будущих жертв, после чего началось расследование и объединение убийств. В список жертв неустановленного серийного убийцы в конечном итоге были включены 12 девушек и женщин, так как все они были обнаружены в береговых каналах на небольшом расстоянии друг от друга. В ходе расследования ряд экспертов-криминалистов ставили под сомнение версию причастности одного и того же преступника к совершению всех убийств, так как инцидентов с повреждением шин автомобилей, принадлежавшим жертвам в дальнейшем зафиксировано не было

## Убийства Ронни Горлин и Элис Нэпп
27-летняя Ронни Горлин пропала без вести 22 июля 1975 года после того как она покинула свою квартиру с целью навестить свою мать в больнице. На следующий день ее обнаженное тело со следами ножевых ранений было обнаружено в одном из береговых каналов. Ее автомобиль, Oldsmobile Cutlass бордово-белого цвета был найден на стоянке торгового центра с порезанной шиной. 21-летняя Элиз Рапп покинула свою квартиру чтобы пойти по магазинам в 20:00. Позже тем же вечером девушка была замечена в Голливудском торговом центре, после чего пропала без вести. Ее автомобиль Chevrolet Vega желтого цвета был также найден на парковке торгового центре с порезанной шиной. Тело Элиз Нэпп было найдено на следующий день после ее исчезновения в том же канале, где было найдено тело Ронни Горлин. Их тела были обнаружены обнаженными, за исключением ожерелья с еврейской буквой на одной из них и туфлями на другой. В ходе судебно-медицинской экспертизы было установлено, что причиной смерти девушек стало утопление. Также было установлено что перед смертью Нэпп была избита и изнасилована. В этих эпизодах преступник продемонстрировал выраженный ему образ действия. В качестве жертв он выбрал молодых девушек, которые передвигались на автомобилях. В их отсутствие он нанес повреждения шинам колес автомобилей, после чего дожидался их появления и знакомился с ними под предлогом оказания услуг по ремонту автомобиля.

## Расследование
После обнаружения тел Ронни Горлин и Элиз Нэпп полиция впервые предположила версию, что в двух округах штата действует серийный убийца. По версии следствия 12 молодых женщин, убитых на территории Южной Флориды, являлись жертвами одного и того же убийцы. Так первой жертвой была объявлена 20-летняя Джудит Энн Остерлинг, которая пропала без вести 1 февраля 1975 года на территории округа Майами-Дейд после того как закончила рабочий день и отправилась домой. Через два дня ее тело было обнаружено в одном из каналов на границе округов Брауард и Майами-Дэйд. Через несколько дней, недалеко от места где было обнаружено тело Остерлинг, в этом же канале было найдено тело 17-летней Ариетты Тинкер.
21-летняя Барбара Стивенс, дочь президента компании «Anchor Electric Co»., пропала без вести вечером 12 февраля 1975 года после того как отправилась в город Корал-Гейблс с целью визита друга. Ее автомобиль был обнаружен на парковке одного из магазинов недалеко от центра Майами, а тело было найдено 20 февраля того же года.
Начиная с мая 1975 года в береговых каналах на территории округа Брауард были обнаружены тела еще четырех молодых женщин. По словам полиции, канал имел глубину пять футов и крутой обрыв. 19-летняя Нэнси Фокс из Форт-Лодердейла, пропала без вести после посещения прачечной в конце мая и позже найдена в канале недалеко от Эндитауна на территории Южного Броварда. 14-летняя Барбара Сьюзан Шрайбер из Холливуда, покинула свой дом с вместе со своей подругой 14-летней Белиндой Дарлин Зеттерауэр вечером 18 июня, после чего обе девушки пропали без вести. Их тела были найдены через два дня на берегу канала. Девушки были застрелены, однако изнасилованию не подверглись. 23 августа 2023 года детективы взяли их одежду на выявление ДНК, и тогда был признан подозреваемый, его имя Роберт Кларк Кееблер, который родился в 1953 году и умер в 2019. Неизвестно, связан ли он в убийстве всех девушек, найденных в каналах. 14-летняя Робин Лесли Лош из Форт-Лодердейла была обнаружена мертвой 11 июля 1975 года в канале примерно в полумиле от того места, где были обнаружены тела Шрайбер и Зеттерауэр. Ее тело было полностью одетым.
В качестве подозреваемого был объявлен человек белого цвета кожи, находящийся в возрасте 20-25 лет, привлекательной внешности, выросший в социально-благополучной обстановке и обладающий высоким культурным уровнем, благодаря чему он по версии следствия, используя свое обаяние завоевывал к себе доверие потенциальных жертв и не испытывая трудностей заманивал их в свой автомобиль. За предоставление информации об преступнике было объявлено вознаграждение в размере 1000 долларов за информацию об преступнике.
Похожие серии убийств произошли на территории еще нескольких штатов США. В начале 1970-х аналогичная серия убийств произошла в штате Калифорния. После того, как в декабре 1973 года серия убийств прекратилась, аналогичная серия убийства началась на территории штата Вашингтон, где в течение 1974 года было зафиксировано 9 убийств. В сентябре того же года убийства прекратились. Новые серии убийств, в совершении которых преступники продемонстрировали тот же образ действия, который по версии следствия был продемонстрирован преступниками в Калифорнии и в штате Вашингтон — произошли на территории штатов Айдахо, Юта и Колорадо, после чего убийства начались на территории штата Флорида. В большинстве случаях жертвы перед смертью подвергались избиению и изнасилованию. Тела жертв преступник раздевал и полностью обнаженными сбрасывал в каналы, ручьи или оставлял на берегах. Все жертвы имели схожие черты внешности. Всего было зафиксировано 35 убийств. В ходе расследования рассматривалась версия о том, что все убийства совершены одним и тем же преступником, однако в конечном итоге эта версия была подвергнута сомнению.
Впоследствии в список жертв были включены 15-летняя Мэри Копполла и 27-летняя Марлин Аннабелли, которая приехала в Форт-Лодердейл из штата Пенсильвания 17 октября 1975 года. Девушка сняла комнату на одну неделю в отеле «Lauderdale Beach Club». Ее задушенное веревкой тело было найдено мотоциклистом девять дней спустя на поле, используемом в качестве свалки за пределами города..
12-й жертвой была объявлена 17-летняя Мишель Уинтерс, тело которой было найдено задушенным и плавающем в канале на территории города Пемброк-Пайнс 11 января 1976 года. В последний раз девушка была замечена в первых числах января, на территории города Форт-Лодердейл. Друзья погибшей заявили полиции, что погибшая незадолго до смерти пребывала в депрессии и планировала завербоваться в армию США. Мать Мишель Уинтерс заявила полиции, что ее дочь предположительно добровольно села в автомобиль преступника, так как часто предпочитала передвигаться с помощью автостопа.
В конце 1970-х в число подозреваемых в совершении убийств попал известный серийный убийца Тед Банди, который очень хорошо соответствовал профилю преступника. Однако доказательств присутствия Банди в этот период на территории штата Флорида не было найдено . В дальнейшие десятилетия, виновные в совершении убийств так и не были установлены.